# Holopogon bullatus
Holopogon bullatus är en tvåvingeart som beskrevs av Wulp 1882. Holopogon bullatus ingår i släktet Holopogon och familjen rovflugor. Inga underarter finns listade i Catalogue of Life.